# Чемпионат России по лёгкой атлетике в помещении 1994
Чемпионат России по лёгкой атлетике в помещении 1994 года прошёл 26—27 февраля в Липецке в легкоатлетическом манеже Дворца спорта «Юбилейный». Соревнования являлись отборочными в сборную России на чемпионат Европы в помещении, прошедший 11—13 марта в Париже, столице Франции. На протяжении 2 дней было разыграно 28 комплектов медалей.
Зимой 1994 года также были проведены чемпионаты России в отдельных дисциплинах лёгкой атлетики:
- 30 января — чемпионат России по 12-часовому бегу в помещении (Москва)
- 4—5 февраля — чемпионат России по многоборьям в помещении (Липецк)
- 26 февраля — чемпионат России по суточному бегу в помещении (Подольск)

## Медалисты

### Мужчины
| Дисциплина             | Золото                              | Золото   | Серебро                              | Серебро  | Бронза                              | Бронза   |
| ---------------------- | ----------------------------------- | -------- | ------------------------------------ | -------- | ----------------------------------- | -------- |
| 60 м                   | Павел Галкин Самарская область      | 6,56     | Андрей Григорьев Омская область      | 6,59     | Дмитрий Михайлович Санкт-Петербург  | 6,63     |
| 200 м                  | Андрей Федорив Москва               | 21,02    | Дмитрий Бартенев Москва              | 21,30    | Виталий Игнатов Брянская область    | 21,70    |
| 400 м                  | Михаил Вдовин Пензенская область    | 47,18    | Дмитрий Клигер Санкт-Петербург       | 47,70    | Дмитрий Косов Приморский край       | 48,42    |
| 800 м                  | Андрей Логинов Москва               | 1.49,08  | Павел Долгушев Москва                | 1.50,20  | Сергей Кожевников Рязанская область | 1.50,53  |
| 1500 м                 | Вячеслав Шабунин Москва             | 3.45,97  | Андрей Логинов Москва                | 3.46,43  | Андрей Тихонов Кемеровская область  | 3.47,54  |
| 3000 м                 | Андрей Тихонов Кемеровская область  | 8.05,68  | Геннадий Попов Воронежская область   | 8.07,01  | Геннадий Панин Татарстан            | 8.07,66  |
| 2000 м с препятствиями | Геннадий Панин Татарстан            | 5.31,08  | Алексей Горбунов Пермская область    | 5.31,90  | Игорь Конышев Санкт-Петербург       | 5.32,20  |
| 60 м с барьерами       | Андрей Дыдалин Москва               | 7,63     | Александр Маркин Москва              | 7,67     | Геннадий Дакшевич Украина           | 7,70     |
| Прыжок в высоту        | Григорий Федорков Москва            | 2,31 м   | Леонид Пумалайнен Московская область | 2,28 м   | Сергей Мальченко Москва             | 2,23 м   |
| Прыжок с шестом        | Игорь Транденков Санкт-Петербург    | 5,70 м   | Пётр Бочкарёв Москва                 | 5,65 м   | Валерий Ишутин Орловская область    | 5,60 м   |
| Прыжок в длину         | Дмитрий Багрянов Москва             | 8,10 м   | Андрей Игнатов Краснодарский край    | 7,78 м   | Андрей Лягин Москва                 | 7,72 м   |
| Тройной прыжок         | Денис Капустин Татарстан            | 17,47 м  | Василий Соков Московская область     | 17,37 м  | Юрий Сотников Санкт-Петербург       | 17,15 м  |
| Толкание ядра          | Евгений Пальчиков Иркутская область | 20,20 м  | Сергей Николаев Санкт-Петербург      | 19,61 м  | Вячеслав Лыхо Московская область    | 19,60 м  |
| Ходьба на 5000 м       | Михаил Щенников Москва              | 18.47,02 | Владимир Андреев Чувашия             | 18.48,13 | Григорий Корнев Кемеровская область | 18.49,08 |

### Женщины
| Дисциплина             | Золото                                  | Золото   | Серебро                                 | Серебро  | Бронза                                  | Бронза   |
| ---------------------- | --------------------------------------- | -------- | --------------------------------------- | -------- | --------------------------------------- | -------- |
| 60 м                   | Ольга Богословская Москва               | 7,06     | Наталья Анисимова Санкт-Петербург       | 7,17     | Наталья Мерзлякова Свердловская область | 7,17     |
| 200 м                  | Юлия Сотникова Нижегородская область    | 23,44    | Елена Дубцова Ульяновская область       | 23,75    | Марина Жирова Московская область        | 24,02    |
| 400 м                  | Татьяна Алексеева Новосибирская область | 52,24    | Светлана Гончаренко Ростовская область  | 52,53    | Елена Андреева Свердловская область     | 53,51    |
| 800 м                  | Екатерина Подкопаева Московская область | 2.02,44  | Людмила Рогачёва Ставропольский край    | 2.02,68  | Ольга Кузнецова Москва                  | 2.03,21  |
| 1500 м                 | Екатерина Подкопаева Московская область | 4.10,56  | Людмила Рогачёва Ставропольский край    | 4.10,94  | Ольга Кузнецова Москва                  | 4.12,87  |
| 3000 м                 | Ольга Ковпотина Ставропольский край     | 9.38,92  | Лидия Василевская Москва                | 9.43,53  | Татьяна Маслова Ставропольский край     | 9.52,02  |
| 2000 м с препятствиями | Людмила Куропаткина Ярославская область | 6.20,12  | Марина Плужникова Нижегородская область | 6.28,80  | Наталья Черепанова Омская область       | 6.31,51  |
| 60 м с барьерами       | Светлана Лаухова Санкт-Петербург        | 7,94     | Елена Синютина Санкт-Петербург          | 7,99     | Александра Пасхина Москва               | 8,04     |
| Прыжок в высоту        | Елена Гуляева Москва                    | 1,92 м   | Елена Топчина Санкт-Петербург           | 1,92 м   | Светлана Залевская Казахстан            | 1,89 м   |
| Прыжок с шестом        | Светлана Абрамова Москва                | 3,80 м   | Марина Андреева Краснодарский край      | 3,60 м   | Наталья Механошина Краснодарский край   | 3,60 м   |
| Прыжок в длину         | Елена Синчукова Москва                  | 6,69 м   | Людмила Галкина Саратовская область     | 6,67 м   | Светлана Москалец Москва                | 6,60 м   |
| Тройной прыжок         | Иоланда Чен Москва                      | 13,88 м  | Галина Чистякова Москва                 | 13,83 м  | Наталья Кузина Карелия                  | 13,78 м  |
| Толкание ядра          | Лариса Пелешенко Санкт-Петербург        | 19,45 м  | Анна Романова Брянская область          | 19,44 м  | Ирина Худорошкина Московская область    | 18,03 м  |
| Ходьба на 3000 м       | Елена Аршинцева Мордовия                | 12.01,81 | Елена Николаева Чувашия                 | 12.02,25 | Елена Сайко Челябинская область         | 12.11,45 |

## Чемпионат России по 12-часовому бегу
Чемпионат России по 12-часовому бегу в помещении прошёл 30 января в Москве в манеже РГАФК. Леонид Крупский установил высшее мировое достижение для залов — 159 736 м.

### Мужчины
| Дисциплина     | Золото                               | Золото    | Серебро                          | Серебро   | Бронза                                     | Бронза    |
| -------------- | ------------------------------------ | --------- | -------------------------------- | --------- | ------------------------------------------ | --------- |
| 12-часовой бег | Леонид Крупский Свердловская область | 159 736 м | Геннадий Стуров Липецкая область | 157 328 м | Валерий Михайловский Новосибирская область | 152 989 м |

## Чемпионат России по многоборьям
Чемпионы страны в мужском семиборье и женском пятиборье определились 4—5 февраля 1994 года в Липецке в манеже Дворца спорта «Юбилейный». Лариса Турчинская обновила личный рекорд и установила лучший результат сезона в мире — 4758 очков.

### Мужчины
| Дисциплина | Золото                               | Золото    | Серебро                                | Серебро    | Бронза                           | Бронза    |
| ---------- | ------------------------------------ | --------- | -------------------------------------- | ---------- | -------------------------------- | --------- |
| Семиборье  | Валерий Белоусов Ставропольский край | 5831 очко | Николай Афанасьев Свердловская область | 5816 очков | Николай Шерин Московская область | 5632 очка |

### Женщины
| Дисциплина | Золото                   | Золото     | Серебро                             | Серебро    | Бронза                             | Бронза     |
| ---------- | ------------------------ | ---------- | ----------------------------------- | ---------- | ---------------------------------- | ---------- |
| Пятиборье  | Лариса Турчинская Москва | 4758 очков | Людмила Михайлова Кировская область | 4596 очков | Любовь Борисова Смоленская область | 4565 очков |

## Чемпионат России по суточному бегу
Чемпионат России по суточному бегу в помещении прошёл 26 февраля в Подольске на 133-метровом круге манежа местной ДЮСШ.

### Мужчины
| Дисциплина   | Золото                                | Золото    | Серебро                       | Серебро   | Бронза                          | Бронза    |
| ------------ | ------------------------------------- | --------- | ----------------------------- | --------- | ------------------------------- | --------- |
| Суточный бег | Анатолий Кругликов Смоленская область | 270 296 м | Насибулла Хуснуллин Татарстан | 269 560 м | Эдуард Хиров Московская область | 258 301 м |

### Женщины
| Дисциплина   | Золото                              | Золото    | Серебро                 | Серебро   | Бронза                  | Бронза    |
| ------------ | ----------------------------------- | --------- | ----------------------- | --------- | ----------------------- | --------- |
| Суточный бег | Надежда Тарасова Московская область | 210 660 м | Римма Пальцева Марий Эл | 205 738 м | Зинаида Шабалина Москва | 195 853 м |

## Состав сборной России для участия в чемпионате Европы
По итогам чемпионата и с учётом выполнения необходимых нормативов, в состав сборной для участия в чемпионате Европы в помещении в Париже вошли:
Мужчины
60 м: Александр Порхомовский — имел освобождение от отбора, Павел Галкин.

200 м: Александр Порхомовский — имел освобождение от отбора, Андрей Федорив.

400 м: Михаил Вдовин.

800 м: Андрей Логинов.

1500 м: Вячеслав Шабунин.

3000 м: Андрей Тихонов.

Прыжок в высоту: Григорий Федорков, Леонид Пумалайнен.

Прыжок с шестом: Денис Петушинский — имел освобождение от отбора, Игорь Транденков, Пётр Бочкарёв.

Прыжок в длину: Станислав Тарасенко — имел освобождение от отбора, Дмитрий Багрянов.

Тройной прыжок: Леонид Волошин — имел освобождение от отбора, Денис Капустин, Василий Соков.

Толкание ядра: Евгений Пальчиков.

Ходьба 5000 м: Михаил Щенников, Владимир Андреев.
Женщины
60 м: Ольга Богословская, Наталья Анисимова.

200 м: Галина Мальчугина — имела освобождение от отбора, Ольга Богословская.

400 м: Татьяна Алексеева, Светлана Гончаренко.

1500 м: Екатерина Подкопаева, Людмила Рогачёва.

3000 м: Ольга Ковпотина.

60 м с барьерами: Ева Соколова — имела освобождение от отбора, Светлана Лаухова.

Прыжок в высоту: Елена Гуляева, Елена Топчина.

Прыжок в длину: Елена Синчукова, Людмила Галкина.

Тройной прыжок: Инна Ласовская, Анна Бирюкова — имели освобождение от отбора.

Толкание ядра: Лариса Пелешенко, Анна Романова.

Пятиборье: Лариса Турчинская, Людмила Михайлова.

Ходьба 3000 м: Елена Аршинцева, Елена Николаева.